# 新山梨環状道路
新山梨環状道路（しんやまなしかんじょうどうろ）は、山梨県甲斐市の双葉ジャンクションから南アルプス市、中央市、甲府市などを経由して甲斐市の宇津谷交差点に至る予定の地域高規格道路である。甲府都市圏を取り囲む全長約43 km（キロメートル）の環状道路であり、地域高規格道路の計画路線に指定されている。
東西南北の4つの区間に分かれており、そのうち西部区間と南部区間の2区間（18.6 km）において供用が開始されている。現在東部区間と北部区間の一部の事業が着手されており、残る区間も環境アセスメントの問題により着手は行われていないが、大まかなルートは決定している。

## 概要
甲府盆地内の道路は甲府市を中心に放射線状になっており、これらの道路はいずれも幅員が狭いことから各所で慢性的な渋滞が発生している。
渋滞対策として昭和40年代より国道20号甲府バイパスやアルプス通りの整備、ならびに山手通りや美術館通りの拡幅等を実施している。しかし市街化が進展し土地収用などに手間取る間に自動車社会の進展が急速に進み、特に国母交差点や向町2交差点など生活道路との交差点では渋滞が悪化する状況であり、甲府盆地を通過する自動車までも時間的損失を受ける状態になっている。また、昭和50年代に開通した中央自動車道が事故・災害等により使用不可になった場合の代替や救急時の迂回ルートとして新たな高規格道路の早期開通が求められるようになった。その結果、山梨県ではこれらの対策として甲府市街地を大幅に迂回し、かつ県内の各主要道路と接続する高規格道路を整備している。
新山梨環状道路は「西部区間」「南部区間」「東部区間」「北部区間」の4つの区間に分けて順次整備が行われている。このうち西部区間は高速自動車国道の中部横断自動車道であり有料道路で、残る3区間が無料のバイパス道路となっている、もしくはなる予定である。
各区間の事業担当および事業費は以下のとおりである。
| 区間     | 区間                                | 事業担当     | 距離 （km） | 事業費用 | 備考       | 参考        |
| -------- | ----------------------------------- | ------------ | ----------- | -------- | ---------- | ----------- |
| 西部区間 | 双葉JCT ‐ 南アルプスIC（ ‐ 増穂IC） | 日本道路公団 | 9.8         | 848億円  | [ 注釈 2 ] | [ 2 ]       |
| 南部区間 | 南アルプス ‐ 西下条                 | 山梨県       | 8.8         | 820億円  | [ 注釈 3 ] | [ 3 ]       |
| 東部区間 | 西下条 ‐ 広瀬                       | 山梨県       | 7.1         | 354億円  | [ 注釈 4 ] | [ 4 ] [ 5 ] |
| 北部区間 | 広瀬 ‐ 桜井                         | 国土交通省   | 2.0         | 162億円  | [ 注釈 4 ] | [ 6 ]       |
| 北部区間 | 桜井 ‐ 牛句                         | 国土交通省   | （未定）    | （未定） | [ 注釈 5 ] |             |
| 北部区間 | 牛句 ‐ 宇津谷                       | 国土交通省   | 4.8         | 353億円  | [ 注釈 4 ] | [ 7 ]       |

### 規格
- 道路構造令
  - 第1種第3級（西部区間・南部区間）
  - 第3種第1級（東部区間・北部区間）
- 設計速度
  - 80 km/h（全区間）

### 各区間

#### 西部区間
中部横断自動車道双葉JCTから南アルプスICまでの区間として暫定2車線で2004年（平成16年）3月20日に開通した。当該区間は高速自動車国道のため有料道路となっている。なお、側道として国道52号の甲西道路が中部横断自動車道の下を増穂IC付近まで並走している。南アルプスインター西交差点で東方向に曲がるとそのまま南部区間に接続する。
南部区間とは南アルプスICで接続されているが、計画中の北部区間とは直接接続されていない。西部区間と北部区間の交互利用は中部横断自動車道を降りて側道の甲西道路と国道20号を利用するか双葉JCTからやや韮崎寄りに計画されている中央自動車道の甲斐ICを利用することになる。

#### 南部区間
次の路線にて構成されている。
- 山梨県道12号韮崎南アルプス中央線（南アルプスIC - 田富西ランプ）
- 山梨県道29号甲府中央右左口線（田富西ランプ - 西下条ランプ）

1989年に事業が開始され、2009年（平成21年）3月14日に全線開通した。計画上は完成4車線であるが、全線開通の時点で連続立体交差構造で建設されていた南アルプスIC - 玉穂東ランプのうち、南アルプスICから若草ランプまでと玉穂中央ランプから玉穂東ランプまではそれぞれ暫定2車線として、玉穂東ランプから西下条ランプは平面4車線として当初は供用を開始した。その後、南アルプスIC - 若草ランプは4車線化工事が完了し、2012年（平成24年）12月13日に完成4車線として供用を開始した。自動車専用道路となっている。

#### 東部区間
南部区間との接続点となる西下条ランプ付近から、笛吹市（旧石和町）の甲府バイパス（国道20号広瀬交差点付近）を結ぶ区間。2006年（平成18年）度から環境影響評価を実施し、西下条ランプから落合西ランプまでの区間が2013年（平成25年）度に、残る区間も2014年（平成26年）度に工事着手された。
全区間が連続立体交差構造4車線で整備される予定で、西下条ランプから東油川ランプ間は2020年（令和2年）までに開通する予定であった
広瀬ランプまでの全線開通には2018年（平成30年）現在、リニア方式で建設される中央新幹線開業時を目処に計画中である。
西下条ランプから落合西ランプまでの区間 (1.6 km) が2022年（令和4年）11月19日に開通した。

#### 北部区間
東部区間との接続点となる甲府バイパス（国道20号広瀬交差点付近）から甲府山梨道路起点桜井ランプを経由し、甲府市街の北部山麓を東西にトンネルで結び双葉バイパス（国道20号）交点である甲斐市宇津谷までの約17 km区間で、国道20号のバイパスとして計画されている。概略計画が策定され、2006年（平成18年）3月に環境アセスメント現地調査を開始している。
これまでに、終点側の牛句IC - 宇津谷交差点間（約5.0 km）が2004年（平成16年）度に「新山梨環状道路（北部区間）」として、起点側の広瀬IC - 桜井IC間（約2.0 km）が2016年（平成28年）度に「新山梨環状道路（広瀬〜桜井）」としてそれぞれ事業化されている。
残る区間では環境破壊・文化財保護の観点から環境保護団体や一部住民等の疑問視の声が大きく、委員会やアンケートの結果などを踏まえ、当初計画を変更しトンネル区間を増やすなどの対策を行なっており、甲府市東部の山梨英和大学付近から武田神社付近の塚原町地区、及び同所付近から甲府市北西部の山宮町付近まで2本の長大トンネル（それぞれ延長は4キロメートル超）が掘削される計画である。また、西部区間との接続に配慮し、中央自動車道との交点に甲斐インターチェンジ（仮称）を設置する事が検討されている。
事業化されていない北部区間の桜井JCT（仮称） - 牛句IC（仮称）について山梨県は、上記理由による建設費の増大の為、有料道路方式の導入方針を表明しており、国に対して早期の事業化を要請している。このうち、桜井JCT - 塚原ICについては「新山梨環状道路（桜井〜塚原）」として2024年度（令和6年度）に事業化された。

## ランプなど
- IC番号欄の背景色が■である部分については道路が供用済みの区間を示している。また、施設名欄の背景色が■である部分は施設が供用されていない、または完成していないことを示す。未開通区間の名称は仮称。
- 路線名の特記がないものは市町村道。
- （間）は他の道路を介して接続している間接接続。
- その他の略字は、ICはインターチェンジ、JCTはジャンクションをそれぞれ示す。

| IC番号                                                                 | 施設名         | 接続路線名                                                      | 各起点から (km) | 備考                            | 所在地       |
| ---------------------------------------------------------------------- | -------------- | --------------------------------------------------------------- | --------------- | ------------------------------- | ------------ |
| E20 中央自動車道                                                       |                |                                                                 |                 |                                 |              |
| 西部区間（E52中部横断自動車道区間）                                    |                |                                                                 |                 |                                 |              |
| 15-2                                                                   | 双葉JCT        | E20 中央自動車道                                                | 0.0             |                                 | 甲斐市       |
| 7                                                                      | 白根IC         | 県道39号今諏訪北村線（アルプス通り） （間）国道52号（甲西道路） | 6.8             |                                 | 南アルプス市 |
| 6                                                                      | 南アルプスIC   | 県道12号韮崎南アルプス中央線 （間）国道52号（甲西道路）         | 9.8             |                                 | 南アルプス市 |
| 南部区間（県道12号韮崎南アルプス中央線・県道29号甲府中央右左口線区間） |                |                                                                 |                 |                                 |              |
|                                                                        | (南アルプスIC) |                                                                 |                 | 0.0                             |              |
|                                                                        | 若草ランプ     | 県道118号南アルプス甲斐線                                       | 2.0             |                                 | 南アルプス市 |
|                                                                        | 田富西ランプ   | 県道3号甲府市川三郷線（昭和通り）                               | 3.1             | 甲府方面出口 南アルプス方面入口 | 中央市       |
|                                                                        | 田富東ランプ   | 県道3号甲府市川三郷線                                           | 3.9             | 甲府方面入口 南アルプス方面出口 | 中央市       |
|                                                                        | 玉穂西ランプ   |                                                                 | 4.9             | 甲府方面出口 南アルプス方面入口 | 中央市       |
|                                                                        | 玉穂中央ランプ | 県道29号甲府中央右左口線                                        | 6.4             |                                 | 中央市       |
|                                                                        | 玉穂東ランプ   | 側道                                                            | 7.2             |                                 | 中央市       |
|                                                                        | 西下条ランプ   | 国道358号                                                       | 8.8             |                                 | 甲府市       |
| 東部区間（国道140号区間）                                              |                |                                                                 |                 |                                 |              |
|                                                                        | (西下条ランプ) |                                                                 | 0.0             |                                 |              |
|                                                                        | 落合西IC       | 県道113号甲府精進湖線                                           | 1.6             | 笛吹方面出口 南アルプス方面入口 | 甲府市       |
|                                                                        | 落合東IC       | （連絡道路）                                                    |                 |                                 | 甲府市       |
|                                                                        | 東油川IC       | 国道140号                                                       | 3.4             |                                 | 笛吹市       |
|                                                                        | 小石和IC       | 県道22号甲府笛吹線                                              |                 |                                 | 笛吹市       |
|                                                                        | 広瀬IC         | 国道20号（勝沼バイパス）                                        | 7.1             |                                 | 笛吹市       |
| 北部区間（国道20号区間〈予定〉）                                       |                |                                                                 |                 |                                 |              |
|                                                                        | (広瀬IC)       |                                                                 | 0.0             |                                 |              |
|                                                                        | 和戸IC         | 国道411号和戸アクセス線（都市計画道路和戸町竜王線）             |                 |                                 | 甲府市       |
|                                                                        | 桜井IC         | 国道140号 県道6号甲府韮崎線                                     |                 |                                 | 甲府市       |
|                                                                        | 桜井JCT        | 国道140号（西関東連絡道路甲府山梨道路）                         | 2.0             |                                 | 甲府市       |
|                                                                        | 塚原IC         | 県道31号甲府山梨線 県道5号甲府南アルプス線（延伸予定部）        |                 |                                 | 甲府市       |
|                                                                        | 牛句IC         | 山梨県道7号甲府昇仙峡線 山梨県道101号敷島竜王線                 |                 | 塚原IC - 牛句IC間は未事業化     | 甲斐市       |
|                                                                        | 甲斐IC/JCT     | E20 中央自動車道 県道616号島上条久保絵見堂線                    |                 |                                 | 甲斐市       |
|                                                                        | 岩森交差点     | 茅ヶ岳広域農道                                                  |                 |                                 | 甲斐市       |
|                                                                        | 宇津谷交差点   | 国道20号（双葉バイパス）                                        |                 |                                 | 甲斐市       |